# Robert Van Schoor
Robert Van Schoor (21 augustus 1946), is een voormalige Belgische atleet, die gespecialiseerd was in het discuswerpen. Hij veroverde vijf Belgische titels.

## Biografie
Van Schoor behaalde tussen 1969 en 1986 vijf Belgische titels in het discuswerpen.
Bovendien verbeterde hij in 1970 met 54,56 m het Belgisch record discuswerpen van Bertrand De Decker en bracht hij het in 1971 naar 57,08.

### Clubs
Van Schoor was aangesloten bij FC Luik, CS Forestoise (Vorst), US Brakel en Excelsior.

## Belgische kampioenschappen
| Onderdeel    | Jaar                         |
| ------------ | ---------------------------- |
| discuswerpen | 1969, 1975, 1982, 1984, 1986 |

## Persoonlijke records
| Onderdeel    | Prestatie | Datum             | Plaats  |
| ------------ | --------- | ----------------- | ------- |
| kogelstoten  | 17,37 m   | 13 september 1975 | Vorst   |
| discuswerpen | 57,32 m   | 15 augustus 1978  | Gaurain |

## Palmares

### discuswerpen
- 1968:  BK AC – 46,70 m
- 1969:  BK AC – 53,00 m
- 1970:  BK AC – 53,14 m
- 1971:  BK AC – 50,48 m
- 1973:  BK AC – 48,18 m
- 1974:  BK AC – 49,66 m
- 1975:  BK AC – 56,20 m
- 1976:  BK AC – 52,63 m
- 1977:  BK AC – 54,64 m
- 1978:  BK AC – 55,14 m
- 1979:  BK AC – 53,12 m
- 1980:  BK AC – 49,58 m
- 1981:  BK AC – 51,60 m
- 1982:  BK AC – 53,44 m
- 1984:  BK AC – 50,04 m
- 1985:  BK AC – 51,36 m
- 1986:  BK AC – 48,92 m
- 1988:  BK AC – 48,72 m

### kogelstoten
- 1972:  BK AC – 15,64 m
- 1973:  BK AC – 16,62 m
- 1974:  BK AC – 16,77 m
- 1975:  BK AC – 16,91 m
- 1976:  BK AC – 17,30 m
- 1977:  BK AC – 16,77 m
- 1978:  BK AC – 16,61 m